# Ruminomyces
Ruminomyces is een monotypisch geslacht van schimmels behorend tot de familie Neocallimastigaceae. Het bevatte alleen Ruminomyces elegans, maar deze is hernoemd naar Anaeromyces elegans waardoor het geslacht geen soorten meer bevat.